# Sant Ponç de Marqueixanes
Sant Ponç de Marqueixanes és una capella del poble de Marqueixanes, de la comarca del Conflent, a la Catalunya del Nord.
Està situada en el cementiri municipal, situat al sud del poble.